# Campinho
Campinho és un barri de la Zona Nord de la ciutat de Rio de Janeiro al Brasil
Campinho es va constituir com a bairro independent el 23 de juliol de 1981 com a part de la regió administrativa XV - Madureira del municipi de Rio de Janeiro.

## Història

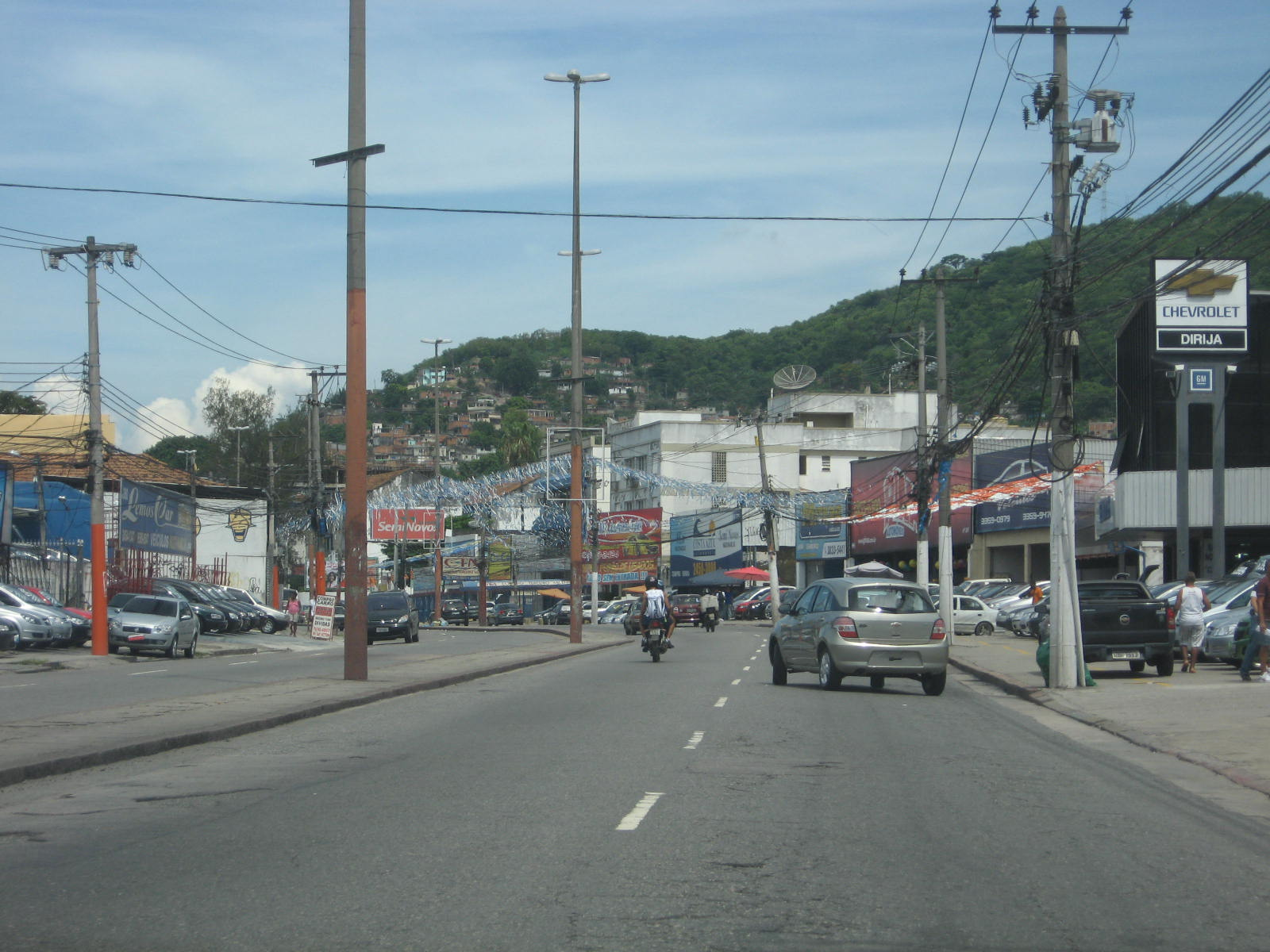
Estr. Quartermaster Magalhães.

A la intersecció de l'Estrada Real de Santa Cruz (actualment Estrada Intendent Magalhães i la Rua Ernani Cardoso) amb l'Estrada de Jacarepaguá (actualment Rua Cândido Benício) i l'Estrada de Irajá (actualment Rua Domingos Lopes), hi havia un lloc on els viatgers descansaven, al costat d'un camp on hi havia una fira de bestiar: el "Campinho". Al segle xviii es va obrir una fonda que Tiradentes solia visitar quan anava a Rio de Janeiro. Als seus voltants hi havia una petita fortalesa, on es va construir una petita capella (actual Església N.S. da Conceição).
Entre els seus antics residents van destacar el capità José de Couto Menezes i Ludovico Teles Barbosa, els descendents dels quals van obrir carrers a la regió. Barão da Taquara també va fer el mateix a finals del segle xix, generant l'actual barri de Campinho.